# Bispingen
Bispingen är en kommun och ort i Landkreis Heidekreis i förbundslandet Niedersachsen i Tyskland.